# Jack Kramer
John Albert Kramer, Jack Kramer (ur. 1 sierpnia 1921 w Las Vegas, zm. 12 września 2009 w Los Angeles) – amerykański tenisista, zwycięzca Wimbledonu i mistrzostw USA, promotor tenisa zawodowego, komentator telewizyjny.

## Kariera tenisowa
Jeden z kandydatów do tytułu najwybitniejszego gracza w historii, wysoki blondyn, praworęczny, był pierwszym mistrzem stylu serwis-wolej światowej klasy. Z jego nazwiskiem związany był termin „atomowego serwisu”; wykorzystując swoje podanie, Kramer atakował przy siatce zarówno po pierwszym, jak i drugim serwisie. Ofensywną grę prowadził także dzięki skutecznemu forhendowi. Słynął z umiejętności koncentrowania się na tzw. ważnych punktach.
Syn robotnika kolejowego, wychowywał się w San Bernardino. Utalentowany sportowo, uprawiał w szkole koszykówkę, a tenisem zainteresował się pod wpływem Ellswortha Vinesa. Jednym z jego pierwszych trenerów był zawodowy tenisista Dick Skeen. Wkrótce trafił pod opiekę prezydenta Los Angeles Tennis Club Perry’ego Jonesa. W klubie w Los Angeles rozwijał swoje umiejętności, trenując m.in. z Vinesem i Billem Tildenem. W 1936 Kramer został mistrzem USA juniorów w swojej kategorii wiekowej, a dwa lata później mistrzem szkół średnich USA (Interscholastic). Uczestniczył także w turniejach seniorskich, mając na koncie m.in. zwycięstwo nad zawodnikiem czołowej dziesiątki rankingu amerykańskiego Elwoodem Cooke.
W 1939 został powołany do reprezentacji narodowej w Pucharze Davisa. W przegranym finale z Australią wystąpił w grze podwójnej, partnerując Joemu Huntowi. W wieku 18 lat Kramer stał się najmłodszym graczem walczącym w finale Pucharu Davisa. Rekord ten utrzymał się niemal 30 lat, do czasu występu 17-letniego Johna Alexandra w finale tych rozgrywek w 1968.
Z Joem Huntem Kramer przegrał w 1939 w mistrzostwach USA. Rok później dotarł w tym turnieju do półfinału, eliminując m.in. Franka Parkera, a przegrywając w czterech setach z Donem McNeillem. Wygrał natomiast w 1940 grę podwójną (z Tedem Schroederem), a w mikście dotarł do finału (z Dorothy Bundy). Wyniki te dały mu po raz pierwszy lokatę w czołowej dziesiątce rankingu amerykańskiego – nr 6.
Na początku lat 40. był zmuszony łączyć występy tenisowe ze służbą wojskową w Straży Wybrzeża. Ograniczyło to znacznie jego starty – jego największym osiągnięciem singlowym w okresie II wojny światowej był finał mistrzostw USA w 1943, w którym ponownie uległ Huntowi. Kramer nie wykorzystał w tym meczu swojej szansy – serwował na wygranie trzeciego seta przy stanie 1:1, a w ostatniej piłce meczu zdecydowanie zabrakło mu szczęścia. Wyrzucił forhendem piłkę poza kort, a w tym samym momencie Hunt upadł, zmagając się ze skurczami mięśni, po których prawdopodobnie nie byłby w stanie kontynuować meczu. Końcowy wynik tego finału brzmiał 6:3, 6:8, 10:8, 6:0 dla Joe Hunta (niespełna półtora roku później zmarłego tragicznie w wypadku lotniczym).
Ograniczone starty Kramera znalazły odzwierciedlenie w jego pozycjach rankingowych w USA. W 1941 spadł na 9. miejsce, rok później wypadł poza czołową dziesiątkę. Dzięki finałowi mistrzostw USA w 1943 był wiceliderem rankingu, ale w latach 1944–1945 – jako nieobecny na kortach – ponownie pozostawał poza czołówką. Do sukcesów deblowych, jakie Kramer odniósł w latach wojny, należały zwycięstwa w deblu (ponownie ze Schroederem) i mikście (z Sarah Palfrey) w 1941 oraz zwycięstwo w deblu w 1943 (z Frankiem Parkerem).
W bezpośrednim okresie powojennym Kramer był dominującym zawodnikiem tenisa amatorskiego na świecie. W latach 1946–1947 przegrał jedynie trzy pojedynki. Był m.in. faworytem pierwszego powojennego Wimbledonu w 1946, ale poniósł w czwartej rundzie porażkę z leworęcznym Jaroslavem Drobným (6:2, 15:17, 3:6, 6:3, 3:6). Kramer wygrał natomiast po raz pierwszy mistrzostwa USA, pokonując w finale rodaka Toma Browna 9:7, 6:3, 6:0. W parze z Brownem triumfował w 1946 w deblu na Wimbledonie. W grudniu tegoż roku przyczynił się do odzyskania przez Amerykanów Pucharu Davisa (w finale z Australią), pokonując w singlu Dinny’ego Pailsa i w deblu z Tedem Schroederem Johna Bromwicha i Adriana Quista (zrewanżował się za porażkę w parze z Huntem z tymi samymi rywalami sprzed wojny). W 1946 Kramer figurował na czele zarówno rankingu amerykańskiego (przed Schroederem i Parkerem), jak i światowego (przed Schroederem i Drobným).
Jeszcze lepiej Amerykanin wypadł w swoim ostatnim sezonie amatorskim – 1947. Zrehabilitował się na Wimbledonie, gdzie został pierwszym mistrzem grającym w krótkich spodenkach. W siedmiu kolejnych pojedynkach stracił 37 gemów, a finałowego rywala – ponownie Toma Browna – pokonał w 48 minut 6:1, 6:3, 6:2. W parze z Bobem Falkenburgiem zdobył tytuł w grze podwójnej. Obronił także mistrzostwo USA, chociaż po dużo bardziej zaciętej walce – w finale z Frankiem Parkerem przegrywał już 0:2 w setach, ale zmobilizował się, zagrożony utratą planowanego lukratywnego kontraktu zawodowego (końcowy wynik 4:6, 2:6, 6:1, 6:0, 6:3 dla Kramera). Także w mistrzostwach USA połączył skutecznie grę pojedynczą i podwójną, debla wygrywając w duecie z Tedem Schroederem. W ciągu całego sezonu poniósł jedną porażkę (z Billem Talbertem), wygrał łącznie osiem turniejów (poza wielkoszlemowymi m.in. halowe mistrzostwa USA). Dołożył także kolejne dwa punkty singlowe do skutecznej obrony Pucharu Davisa, ponownie przeciwko Australijczykom (pokonał Pailsa i Bromwicha). Drugi sezon z rzędu zakończył jako lider rankingów amerykańskiego i światowego, w obu wyprzedzając Schroedera i Parkera.
27 grudnia 1947 w nowojorskiej Madison Square Garden debiutował jako tenisista zawodowy. Jego przeciwnikiem był Bobby Riggs, ostatni przedwojenny triumfator Wimbledonu, uchodzący za faworyta. Riggs spełnił oczekiwania w pierwszym spotkaniu z Kramerem, pokonując debiutanta, ale serię pojedynków (tzw. tour) wygrał Kramer, w stosunku 69:20. W 1948 Kramer wygrał także zawodowe mistrzostwa USA, ponownie pokonując w finale Riggsa, a w kolejnych tourach odnosił zwycięstwa nad Pancho Gonzálezem i Pancho Segurą. W 1952 sam przejął rolę promotora i namówił do przejścia na zawodowstwo wiodącego gracza australijskiego Franka Sedgmana. Serię pojedynków z Sedgmanem Kramer – promotor i zawodnik w jednej osobie – rozstrzygnął na swoją korzyść (54:41). Wkrótce jednak kontuzja pleców zmusiła go do zaprzestania występów na korcie i skoncentrowania się na działalności promotora. W roli lidera zawodowego tenisa zastąpił go Pancho González, dla którego Kramer – bez względu na ciągłe spory między oboma Amerykanami w kwestiach finansowych – angażował kolejnych rywali z grona najlepszych amatorów, m.in. Coopera, Traberta, Olmedo, Sedgmana, Rosewalla i Hoada.
Po zlikwidowaniu podziału na tenis amatorski i zawodowy (era open, 1968) Kramer odegrał znaczącą rolę przy tworzeniu cyklu turniejów Grand Prix, funkcjonującego w latach 1970–1990, przejętego następnie przez ATP World Tour. W 1972 był w gronie założycieli Association of Tennis Professionals (ATP) i pełnił funkcję pierwszego dyrektora wykonawczego organizacji. W 1973 kierował bojkotem Wimbledonu w obronie członka ATP, reprezentanta Jugosławii Nikoli Pilicia, zawieszonego przez rodzimą federację za odmowę gry w Pucharze Davisa. W efekcie z Wimbledonu wycofało się kilkudziesięciu graczy zrzeszonych w ATP, w tym trzynastu z szesnastu rozstawionych.
Przez ponad 20 lat Kramer był popularnym komentatorem telewizyjnym, m.in. współpracował z BBC na Wimbledonie i stacjami amerykańskimi na US Open. Zasłużony dla tenisa na wielu polach, w 1968 został uhonorowany miejscem w Międzynarodowej Tenisowej Galerii Sławy. Jego syn Bob Kramer pełnił funkcję dyrektora turnieju ATP w Los Angeles.

### Finały w turniejach wielkoszlemowych

#### Gra pojedyncza (3–1)
| Końcowy wynik | Nr | Data             | Turniej                                | Nawierzchnia | Przeciwnik   | Wynik finału            |
| ------------- | -- | ---------------- | -------------------------------------- | ------------ | ------------ | ----------------------- |
| Finalista     | 1. | 6 września 1943  | U.S. National Championships, Nowy Jork | Trawiasta    | Joe Hunt     | 3:6, 8:6, 8:10, 0:6     |
| Zwycięzca     | 1. | 8 września 1946  | U.S. National Championships, Nowy Jork | Trawiasta    | Tom Brown    | 9:7, 6:3, 6:0           |
| Zwycięzca     | 2. | 4 lipca 1947     | Wimbledon, Londyn                      | Trawiasta    | Tom Brown    | 6:1, 6:3, 6:2           |
| Zwycięzca     | 3. | 14 września 1947 | U.S. National Championships, Nowy Jork | Trawiasta    | Frank Parker | 4:6, 2:6, 6:1, 6:0, 6:3 |

#### Gra podwójna (6–0)
| Końcowy wynik | Nr | Data             | Turniej                                | Nawierzchnia | Partner        | Przeciwnicy                   | Wynik finału  |
| ------------- | -- | ---------------- | -------------------------------------- | ------------ | -------------- | ----------------------------- | ------------- |
| Zwycięzca     | 1. | 17 września 1940 | U.S. National Championships, Nowy Jork | Trawiasta    | Ted Schroeder  | Gardnar Mulloy Henry Prussoff | 6:4, 8:6, 9:7 |
| Zwycięzca     | 2. | 7 września 1941  | U.S. National Championships, Nowy Jork | Trawiasta    | Ted Schroeder  | Gardnar Mulloy Wayne Sabin    | 9:7, 6:4, 6:2 |
| Zwycięzca     | 3. | 6 września 1943  | U.S. National Championships, Nowy Jork | Trawiasta    | Frank Parker   | David G. Freeman Bill Talbert | 6:2, 6:4, 6:4 |
| Zwycięzca     | 4. | 5 lipca 1946     | Wimbledon, Londyn                      | Trawiasta    | Tom Brown      | Geoff Brown Dinny Pails       | 6:4, 6:4, 6:2 |
| Zwycięzca     | 5. | 4 lipca 1947     | Wimbledon, Londyn                      | Trawiasta    | Bob Falkenburg | Tony Mottram Bill Sidwell     | 8:6, 6:3, 6:3 |
| Zwycięzca     | 6. | 14 września 1947 | U.S. National Championships, Nowy Jork | Trawiasta    | Ted Schroeder  | Bill Sidwell Bill Talbert     | 6:4, 7:5, 6:3 |

#### Gra mieszana (1–1)
| Końcowy wynik | Nr | Data             | Turniej                                | Nawierzchnia | Partnerka           | Przeciwnicy              | Wynik finału  |
| ------------- | -- | ---------------- | -------------------------------------- | ------------ | ------------------- | ------------------------ | ------------- |
| Finalista     | 1. | 17 września 1940 | U.S. National Championships, Nowy Jork | Trawiasta    | Dorothy Bundy       | Alice Marble Bobby Riggs | 7:9, 1:6      |
| Zwycięzca     | 1. | 7 września 1941  | U.S. National Championships, Nowy Jork | Trawiasta    | Sarah Palfrey Cooke | Pauline Betz Bobby Riggs | 4:6, 6:4, 6:4 |